# Barra dei menu

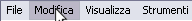
Generica barra del menu, con cursore posizionato sul secondo menu.

In informatica la barra del menu (o dei menù) è un componente comune delle interfacce grafiche a finestra. È costituita da uno o più elementi i quali, una volta attivati, visualizzano un menu a tendina mostrando le operazioni eseguibili dall'utente.

## Barra dei menu nei sistemi operativi
Nel sistema operativo Mac OS consiste in una barra orizzontale ancorata nella parte superiore dello schermo, che contiene tutte le voci del menu dell'applicazione (per esempio File, Modifica, Visualizza, Finestre, Aiuto) nella parte sinistra e dei menu extra nella parte destra. La barra del menu è unica e cambia a seconda dell'applicazione che è attualmente attiva e selezionata.

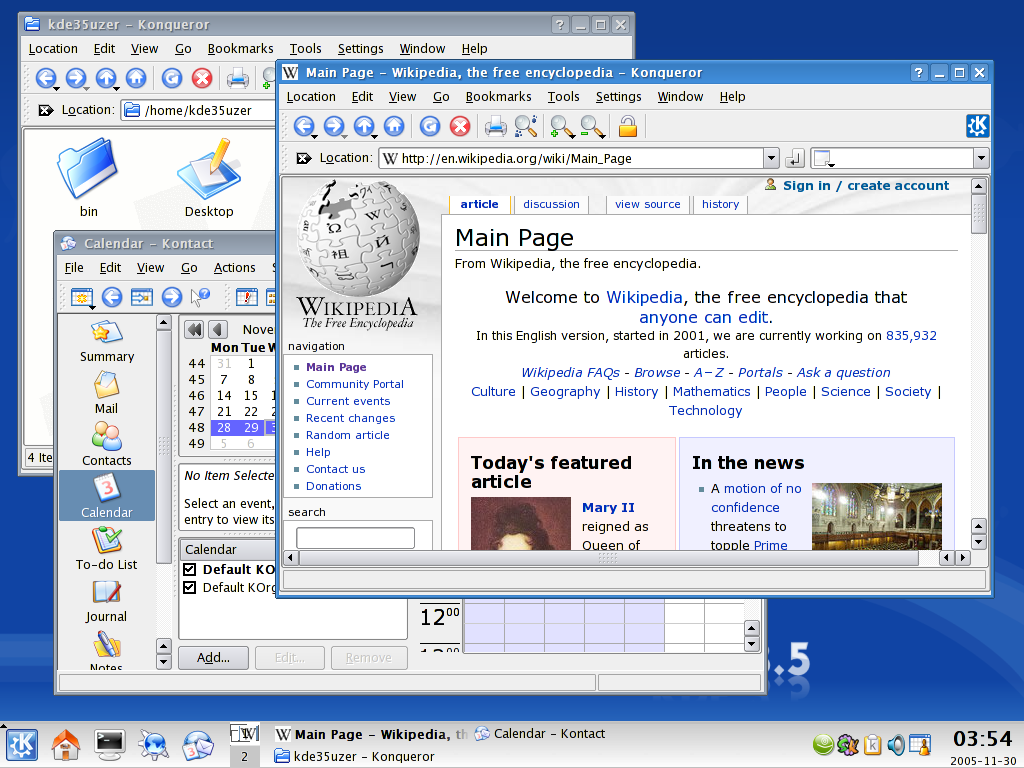
Barre del menu in KDE 3.5

La barra del menu in Microsoft Windows è invece legata ad ogni singola finestra, per cui possono esserne presenti più d'una sullo schermo allo stesso tempo. Si può accedere alle singole voci all'interno dei menu utilizzando il tasto <alt> in combinazione con la prima lettera che compone il nome della voce (in Windows questa funzione si chiama Accelerator).
In entrambi i sistemi operativi, ulteriori combinazioni di tasti permettono di attivare direttamente le funzionalità più comuni delle applicazioni (per esempio <Control>+C sotto Windows e <Command>+C sotto Mac permettono di copiare la selezione di testo attuale).
Per quanto riguarda Linux e Unix bisogna distinguere a seconda dell'ambiente desktop utilizzato: KDE permette agli utenti di scegliere tra barre dei menu in stile Macintosh o in stile Windows; mentre in GNOME la barra dei menu posizionata nella parte superiore dello schermo contiene solo applicazioni, menu di sistema e informazioni sullo stato.

## Barra dei menu nelle applicazioni
La quasi totalità delle applicazioni in ambiente grafico prevede la presenza di barra dei menu, dove le voci sono solitamente raggruppate per funzioni simili. Esempi lampanti sono i programmi di videoscrittura e i browser web. Una possibile evoluzione delle barre dei menu è la cosiddetta Ribbon introdotta da Microsoft in Microsoft Office 2007.